# Next Generation Adelaide International 2007 - Singolare
Il singolare del torneo di tennis Next Generation Adelaide International 2007, facente parte dell'ATP Tour, ha avuto come vincitore Novak Đoković che ha battuto in finale Chris Guccione con il punteggio di 6–3, 6(6)–7, 6–4.

## Round Robin

### Round Robin 1
|   | Round Robin 1           | DJO          | HAJ          | JON          |
| 1 | Novak Đoković (1) (2-0) |              | DJO 6-0, 6–1 | DJO 6-1, 6–2 |
| 2 | Jan Hájek (0-2)         | DJO 6-0, 6–1 |              | JON 6-3, 6–2 |
| 3 | Alun Jones (WC) (1-1)   | DJO 6-1, 6–2 | JON 6-3, 6–2 |              |

- Vincitore del round robin:  Novak Đoković

### Round Robin 2
|   | Round Robin 2            | HRB             | GOL             | LUC             |
| 1 | Dominik Hrbatý (5) (0-2) |                 | GOL 6-2, 7–6(4) | LUC 7–6(7), 6–3 |
| 2 | Paul Goldstein (2-0)     | GOL 6-2, 7–6(4) |                 | GOL 7–6(6), 6–1 |
| 3 | Peter Luczak (WC) (1-1)  | LUC 7–6(7), 6–3 | GOL 7–6(6), 6–1 |                 |

- Vincitore del round robin:  Paul Goldstein

### Round Robin 3
|   | Round Robin 3            | STE               | SPA             | KOR               |
| 1 | Radek Štěpánek (3) (1-1) |                   | SPA 6-4, 6–4    | STE 4–6, 6–2, 6–2 |
| 2 | Vince Spadea (2-0)       | SPA 6-4, 6–4      |                 | SPA 6-1, 7–6(6)   |
| 3 | Evgenij Korolëv (0-2)    | STE 4–6, 6–2, 6–2 | SPA 6-1, 7–6(6) |                   |

- Vincitore del round robin:  Vince Spadea

### Round Robin 4
|   | Round Robin 4           | SIM                | SER                | JOH               |
| 1 | Gilles Simon (7) (1-1)  |                    | SIM 6-2, 5–7, 1-1r | JOH 6-4, 7–5      |
| 2 | Florent Serra (1-1)     | SIM 6-2, 5–7, 1-1r |                    | SER 2–6, 6–3, 6–4 |
| 3 | Joachim Johansson (1-1) | JOH 6-4, 7–5       | SER 2–6, 6–3, 6–4  |                   |

- Vincitore del round robin:  Joachim Johansson

### Round Robin 5
|   | Round Robin 5                | MAT                  | HER               | DEL                  |
| 1 | Paul-Henri Mathieu (8) (1-1) |                      | MAT 4–6, 6–3, 6–3 | DEL 7–6(3), 0–6, 6–3 |
| 2 | Jan Hernych (0-2)            | MAT 4–6, 6–3, 6–3    |                   | DEL 6-2, 6–4         |
| 3 | Juan Martín del Potro (2-0)  | DEL 7–6(3), 0–6, 6–3 | DEL 6-2, 6–4      |                      |

- Vincitore del round robin:  Juan Martín del Potro

### Round Robin 6
|   | Round Robin 6                                                                                    | HEW                  | TIP/VAS       | KUN                  |
| 1 | Lleyton Hewitt (4) (1-1)                                                                         |                      | HEW 6-1, 4-2r | KUN 4–6, 7–6(4), 6–4 |
| 2 | Janko Tipsarević (0-2) Tipsarevic played one match but was replaced by Martín Vassallo Argüello. | HEW 6-1, 4-2r        |               | KUN 6-4, 6–2         |
| 3 | Igor' Kunicyn (2-0)                                                                              | KUN 6-4, 7–6(4), 6–4 | KUN 6-4, 6–2  |                      |

- Vincitore del round robin:  Igor' Kunicyn

### Round Robin 7
|   | Round Robin 7             | CLE                | BEC          | GUC                |
| 1 | Arnaud Clément (6) (1-1)  |                    | CLE 7-5, 6–1 | GUC 7–6(4), 7–6(5) |
| 2 | Benjamin Becker (0-2)     | CLE 7-5, 6–1       |              | GUC 7-5, 6–3       |
| 3 | Chris Guccione (WC) (2-0) | GUC 7–6(4), 7–6(5) | GUC 7-5, 6–3 |                    |

- Vincitore del round robin:  Chris Guccione

### Round Robin 8
|   | Round Robin 8             | GAS               | MAY          | DAN               |
| 1 | Richard Gasquet (2) (2-0) |                   | GAS 6-2, 6–1 | GAS 7-5, 5–7, 6–3 |
| 2 | Florian Mayer (1-1)       | GAS 6-2, 6–1      |              | MAY 6-4, 6–4      |
| 3 | Frank Dancevic (0-2)      | GAS 7-5, 5–7, 6–3 | MAY 6-4, 6–4 |                   |

- Vincitore del round robin:  Richard Gasquet

## Tabellone

### Legenda
| - Q = Qualificato - WC = Wild card - LL = Lucky loser | - ALT = Alternate - SE = Special Exempt - PR = Protected Ranking | - w/o = Walkover - r = Ritirato - d = Squalificato |

### Finali
|  | Quarti                | Quarti                | Quarti                | Quarti | Quarti |  |  | Semifinali | Semifinali            | Semifinali        | Semifinali     | Semifinali |   |   | Finale | Finale        | Finale | Finale | Finale |  |
|  |                       |                       |                       |        |        |  |  |            |                       |                   |                |            |   |   |        |               |        |        |        |  |
|  | 1                     | Novak Đoković         | Novak Đoković         | 6      | 7      |  |  |            |                       |                   |                |            |   |   |        |               |        |        |        |  |
|  |                       | Paul Goldstein        | Paul Goldstein        | 4      | 5      |  |  | 1          | Novak Đoković         | Novak Đoković     | 6              | 6          |   |   |        |               |        |        |        |  |
|  | Vince Spadea          | Vince Spadea          | Vince Spadea          | 67     | 3      |  |  |            | Joachim Johansson     | Joachim Johansson | 3              | 2          |   |   |        |               |        |        |        |  |
|  | Joachim Johansson     | Joachim Johansson     | Joachim Johansson     | 7      | 6      |  |  |            |                       |                   |                |            |   |   | 1      | Novak Đoković | 6      | 6      | 6      |  |
|  | Juan Martín del Potro | Juan Martín del Potro | Juan Martín del Potro | 6      | 6      |  |  |            |                       | WC                | Chris Guccione | 3          | 7 | 4 |        |               |        |        |        |  |
|  | Igor' Kunicyn         | Igor' Kunicyn         | Igor' Kunicyn         | 2      | 0      |  |  |            | Juan Martín del Potro | 7                 | 3              | 5          |   |   |        |               |        |        |        |  |
|  | WC                    | Chris Guccione        | 1                     | 6      | 7      |  |  | WC         | Chris Guccione        | 5                 | 6              | 7          |   |   |        |               |        |        |        |  |
|  | 2                     | Richard Gasquet       | 6                     | 3      | 64     |  |  |            |                       |                   |                |            |   |   |        |               |        |        |        |  |